# Stazione di Pertosa
La stazione di Pertosa è una fermata ferroviaria ubicata sulla linea Sicignano-Lagonegro, chiusa al servizio dal 1987 e servente il comune di Pertosa, da cui dista circa tre chilometri. Essa sorge fra le stazioni di Auletta e di Polla.

## Storia
Il fabbricato viaggiatori vede la luce nel 1885, anno in cui furono terminati i lavori di linea da Sicignano a Sala Consilina. Completato il tracciato fino a Lagonegro, il 25 maggio 1892 arriva il primo treno, ma a quell'epoca Pertosa è un semplice posto di movimento (Km 22+148), con anche una valenza "strategica" vista la sua posizione tra i boschi: in caso di rivolte di briganti il regio esercito italiano sarebbe potuto intervenire immediatamente. Per salire dal "rango" di semplice casello a quello di stazione si dovrà attendere il 1936, ad uso dei contadini della zona, diventando una delle pochissime stazioni ferroviarie italiane (ed europee) a non avere una vera strada per raggiungerla, ma un sentiero di montagna piuttosto impervio. Nel corso degli anni, visti i collegamenti stradali assenti (pur essendo geograficamente vicinissima alle grotte), è stata servita da alcuni dei treni regionali in corsa sulla linea, con destinazioni per Lagonegro, Sicignano, ma anche per Salerno e Napoli Centrale.
Abitata dal capostazione e dalla sua famiglia, dopo la chiusura è rimasta abbandonata ed a causa di ciò, nonché della posizione in un bosco ovviamente privo di vigilanza, in passato è stata anche vandalizzata.

## Caratteristiche

### Struttura e posizione
Lo scalo è tecnicamente definito come fermata, avendo un solo binario di servizio. Il piccolo fabbricato viaggiatori, composto da 2 piani e con il cartello in pietra a rilievo, si trova incastonato sotto un costone di roccia, inserito nel contesto naturale boschivo che lo circonda, ai piedi dei Monti Alburni. Nella stazione, a lato del fabbricato viaggiatori, si trova un pozzo che si collegherebbe direttamente alle grotte. A lato della fermata, in direzione di Polla, si trova un arco che costituisce il percorso di un tubo idrico che dall'attiguo lago artificiale porta alla nuova centrale idroelettrica, sita a valle (nei pressi del parcheggio delle Grotte), vicina al fiume Tanagro. Sempre allo stesso lato si trova il fabbricato dell'ex centrale idroelettrica ed un ponticello su una cascata torrenziale che sfocia nel Tanagro. Al lato opposto, in direzione Sicignano degli Alburni, dopo circa 100 metri di tracciato ferroviario scavato nella roccia, si trova un ponte composto da una decina di arcate su cui è incisa in marmo la data di costruzione (1885). Da esso si può vedere in panoramica l'abitato di Pertosa, Auletta, Caggiano, il fondovalle del Lontrano e l'attiguo ponte dell'Autostrada A3.

Riguardo al servizio sostitutivo, la fermata dell'autobus FS si trova sulla SS 19, nel punto in cui si trova il bivio per le grotte. L'altra fermata sostitutiva, Pertosa Centro, si trova al centro del paese in Piazza G.De Marco.

### Ambiente naturale
Dal punto di vista ambientale lo scalo si trova in un contesto dov'è presente acqua torrenziale e boschi di betulaceae, principalmente ontani. La particolare situazione microclimatica lungo il tracciato delle rotaie, consente la crescita di diversi tipi di felci e la propagazione di alcune piante succulente crassulaceae, come il sempervivum, il sedum e l'echeveria.

Il sentiero, inserito fra i percorsi naturalistici del Club Alpino Italiano, parte come sentiero boschivo (a tornanti) dall'uscita alle grotte. Successivamente si congiunge ad una mulattiera che parte da un vicino oliveto e che incrocia i binari nei pressi dell'ex centrale idroelettrica. Dall'estate del 2005 una piccola parte di questo sentiero è la nuova stradina d'uscita per le visite alle "Grotte dell'Angelo".

## Movimento
Dopo la chiusura nel 1987, avvenuta per la correlata chiusura della linea Battipaglia-Potenza-Metaponto per elettrificazione, chiusura che tagliava la linea dal resto della rete; la linea è stata servita da corse sostitutive di autobus. Dopo la riapertura della Salerno-Potenza-Metaponto, nel 1993, la linea non è tuttavia stata riattivata, proseguendo con le corse sostitutive.
Per i primi dieci anni, Pertosa ha potuto contare su otto coppie di relazione di autobus sull'intera tratta, con alcune corse da/per Battipaglia e Salerno. Dal 1997 al 2004 le coppie di relazione si sono ridotte a tre, sulla sola tratta Sicignano-Polla, dal 2005 al 2006 a due e dal 2007 ad una, equivalente alle 2 corse da Polla a Sicignano e viceversa.
Dal 9 dicembre 2007 le fermate intermedie tra Sicignano e Polla hanno perso l'unica coppia di corse sostitutive e sono state cancellate dall'orario FS.